# If Not Now, When?
If Not Now, When? (Si no es ahora, ¿cuándo?, en español) es el séptimo álbum de estudio de la banda californiana de rock alternativo, Incubus, que fue lanzado el 12 de julio de 2011. El primer sencillo del álbum es Adolescents. Existen 3 caras B de este último trabajo, no incluidas en el álbum: Surface to air, Rebel girls y Hold me down.

## Lista de canciones
Las siguientes canciones han sido confirmados como la lista de canciones para el álbum.

| N.º | Título                     | Duración |  |
| 1.  | «If Not Now, When?»        | 5:05     |  |
| 2.  | «Promises, promises»       | 4:26     |  |
| 3.  | «Friends and Lovers»       | 4:07     |  |
| 4.  | «Thieves»                  | 4:17     |  |
| 5.  | «Isadore»                  | 4:35     |  |
| 6.  | «The Original»             | 5:05     |  |
| 7.  | «Defiance»                 | 2:19     |  |
| 8.  | «In the Company of Wolves» | 7:35     |  |
| 9.  | «Switchblade»              | 3:27     |  |
| 10. | «Adolescents»              | 4:48     |  |
| 11. | «Tomorrow's Food»          | 4:19     |  |